# Communauté de communes du Bocage Cénomans
La communauté de communes du Bocage Cénomans  est une ancienne communauté de communes française, située dans le département de la Sarthe et la région Pays de la Loire.

## Histoire
La coopération entre les cinq villages a débuté dans les années 1970 avec le Syndicat à la carte Le Mans-Banlieue-Ouest qui avait la voirie pour principale compétence.
Son objet est tombé en désuétude au début des années 1990, l'État ayant supprimé son aide financière. La structure n'a alors servi que d'un lieu d'échanges entre les élus.
Au lendemain des élections de 1995, les nouvelles équipes municipales ont souhaité faire évoluer le syndicat vers une réelle coopération : la communauté de communes du Bocage Cénomans a vu le jour le 16 décembre 1999.
La communauté de communes comptant moins de 15 000 habitants, elle est dissoute au 31 décembre 2016 et ses communes intègrent Le Mans Métropole.

## Composition
La communauté regroupait cinq communes du canton du Mans-7 :
| Nom                           | Code Insee | Gentilé         | Superficie (km2) | Population (dernière pop. légale) | Densité (hab./km2) |
| ----------------------------- | ---------- | --------------- | ---------------- | --------------------------------- | ------------------ |
| Saint-Georges-du-Bois (siège) | 72280      | Boisgeorgiens   | 7,23             | 2 022 (2014)                      | 280                |
| Chaufour-Notre-Dame           | 72073      | Calidofourniens | 11,19            | 1 066 (2014)                      | 95                 |
| Fay                           | 72130      | Fayard          | 9,48             | 616 (2014)                        | 65                 |
| Pruillé-le-Chétif             | 72247      | Pruilléens      | 10,30            | 1 300 (2014)                      | 126                |
| Trangé                        | 72360      | Trangéens       | 11,11            | 1 353 (2014)                      | 122                |

## Administration
| Période                                  | Période       | Identité       | Étiquette | Qualité                        |
| ---------------------------------------- | ------------- | -------------- | --------- | ------------------------------ |
| janvier 2000                             | décembre 2016 | Franck Breteau | SE        | Maire de Saint-Georges-du-Bois |
| Les données manquantes sont à compléter. |               |                |           |                                |